# چانگ کانگ میونگ

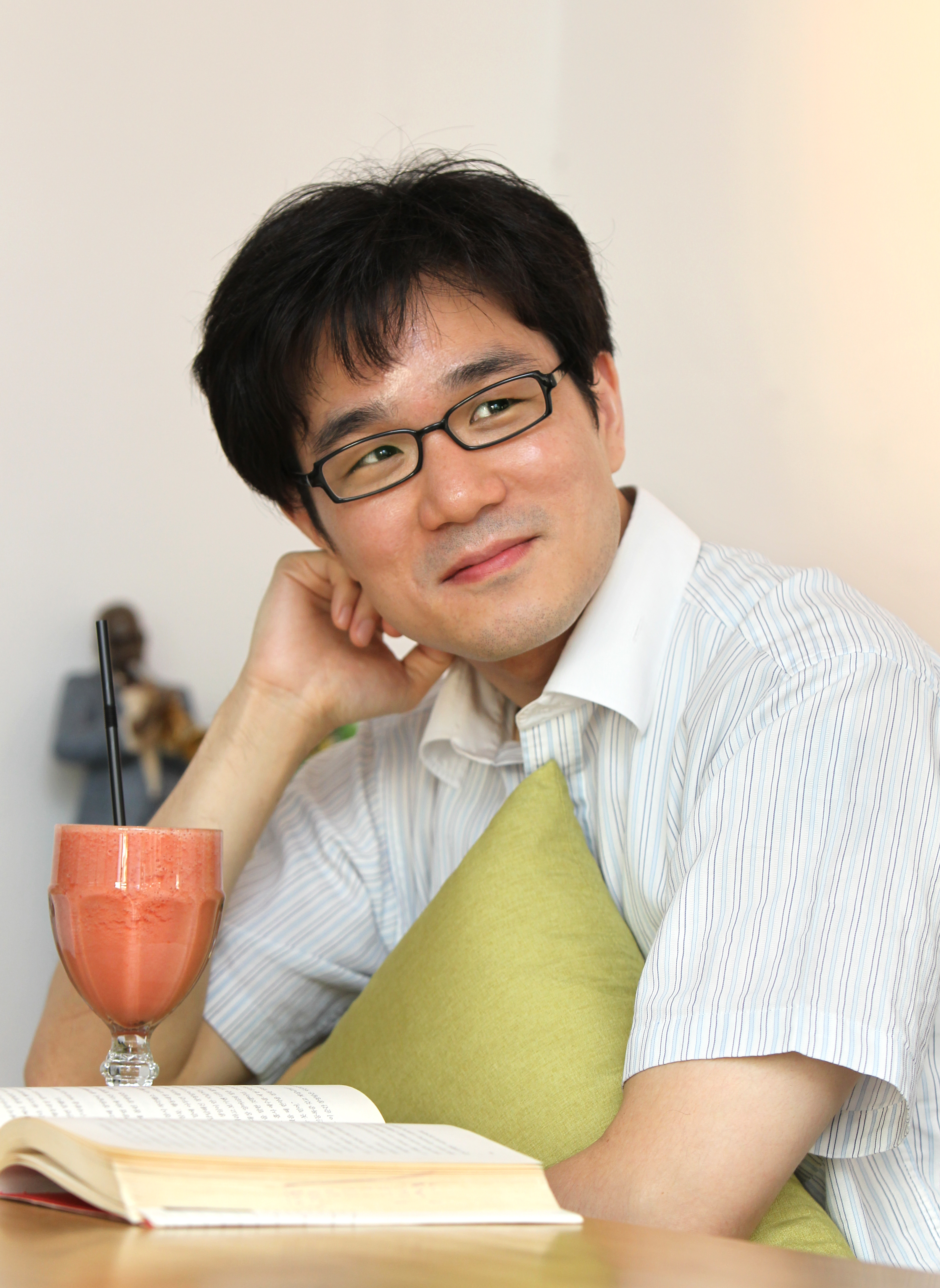
چانگ کانگ میونگ، نویسنده اهل کره جنوبی - ۲۰۱۵

چانگ کانگ میونگ (Chang Kang-myoung) (به کره‌ای: 장강명) نویسنده اهل کره جنوبی است.

## زندگی‌نامه
چانگ کانگ میونگ در سال ۱۹۷۵ در سئول به دنیا آمد. او از دانشگاه یانسه در رشته مهندسی شهرسازی فارغ‌التحصیل شد. وی کار خود را به عنوان نویسنده زمانی آغاز کرد که در سال ۲۰۱۱ جایزه ادبی هانکیوره را برای رمان Phyobaek (표백 The Whiteled) دریافت نمود.

## آثار
- Aseutatin (아스타틴 Astatine), Epiclog، ۲۰۱۷.
- Uriui sowoneun jeonjaeng (우리의 소원은 전쟁 آرزوی ما جنگ است)، Wisdom House، ۲۰۱۶.
- Daetgeulbudae (댓글부대 ارتش نظرات)، EunHaengNaMu، ۲۰۱۵.
- Geumeum, ttoneun dangsini segyereul gieokhaneun bangsik (그믐، 또는 당신이 세계를 기억하는 방식 هلال در حال فروپاشی، یا راهی که شما جهان را به یاد می‌آورید.
- Hanguki sileoseo (한국이 싫어서 چون من کره را دوست ندارم)، Minumsa، ۲۰۱۵.
- Homodominanseu (호모도미난스 Homodominance), EunHaengNaMu، ۲۰۱۴
- Yeolgwanggeumji, ebarodeu (열광금지، 에바로드، بدون شور و شوق، Eva Road), Yeonhap News، ۲۰۱۴.
- مردم لومیر (뤼미에르 피플)، هانی بوک، ۲۰۱۲.
- سفید شده (표백)، هانی بوک، ۲۰۱۱.
- Keullon peurojecteu (클론 프로젝트 پروژه کلون)، DongA، ۱۹۹۶.

### ترجمه
- Parce que je déteste la Corée (فرانسوی)[۲]
- Fired: K-Fiction Series 13 (انگلیسی)[۳]

## جوایز
- جایزه نویسنده امروز ۲۰۱۶
- جایزه صلح ججو ۴·۳ ۲۰۱۵
- جایزه نویسنده Munhakdongne 2015
- جایزه ادبی سوریم ۲۰۱۴
- جایزه ادبی هانکیوره ۲۰۱۱